# Found footage
Found Footage (Filmes Perdidos, no Brasil) é um gênero de filme surgido nos anos 1980. Trata-se de um filme se passando por um documentário filmado com uma simples câmera de filmar. Muitas vezes o estilo é usado para filmes de terror. Até hoje o estilo faz sucesso.

## História
O filme que popularizou o estilo foi A Bruxa de Blair, que em seguida ganhou uma paródia com o mesmo estilo (Da Hip Hop Witch) estrelado por Eminem e Vanilla Ice. Todavia, o trabalho que inaugurou o estilo foi Cannibal Holocaust (conhecido no Brasil como "Holocausto Canibal"), filme italiano de 1980 dirigido por Ruggero Deodato.
Apesar de ser desconhecido no ocidente, um dos diretores mais proeminentes no gênero é o Koji Shiraishi, conhecimento principalmente por Noroi: a maldição (2005). Depois disso, manteve uma sólida contribuição para o gênero com filmes como Occult (2009), Cult (2013), A Record of Sweet Murder (2014) e a franquia de 9 filmes chamada Senritsu Kaiki File Kowasugi.
Muito tempo se passou até que mais filmes desse estilo apareceram no cinema: 2007, com Atividade Paranormal, de Oren Peli e REC, de Jaume Balgueiró e Paco Plaza, que gerou um remake no mesmo ano. Os filmes se tornaram sucessos. Um ano depois, foi lançado Cloverfield com Michael Stahl-David e Odette Yustman. Ao invés de se tratar de fenômenos espirituais, trata-se do ataque de um monstro em Nova York.
Em seguida, em 2009, foi lançado a sequência para Atividade Paranormal, Atividade Paranormal 2 e REC 2. Em 2010, surgiu Atividade Paranormal em Tóquio e Contatos de 4º Grau, com Milla Jovovich, sendo o primeiro a focar em alienígenas.
Em 2011, foi lançado Apollo 18, a terceira sequência de Atividade Paranormal, Atividade Paranormal 3 e o primeiro filme de terror brasileiro, Desaparecidos. E em 2012, foi lançado Chronicle, o primeiro filme do gênero sobre super-heróis, e Project X, a primeira comédia do gênero - além do quinto capítulo da série Atividade Paranormal.

## Popularidade na Internet (Analog Horror)
ver tambem: Analog Horror
em 2010, o Found Foutage se reiventou na Internet com o novo subgenero de Terror. o Analog Horror usa elementos de Creepypastas onde se focam em transmissões antigas via VHS com conteudos sobrenaturais gravadas em Caméras da baixo oçamento sob a perspectiva do Telespectador.